# Phare d'Eilean Glas
Le phare d'Eilean Glas est un phare situé sur le promontoire de l'îlot d'Eilean Glas, sur la côte est de l'île de Scalpay, dans (Hébrides extérieures) au nord-ouest des Highlands en Écosse. Il s'agit de l'un des quatre premiers phares commandées par les Commissioners of the Northern Lights (ex-NLB), et le premier des Hébrides extérieures, les autres étaient le phare de Kinnaird Head, le phare de Mull of Kintyre et le phare de North Ronaldsay.
Ce phare est géré par le Northern Lighthouse Board (NLB) à Édimbourg,l'organisation de l'aide maritime des côtes de l'Écosse.
Il est maintenant protégé en tant que monument classé du Royaume-Uni de catégorie A.

## Le phare

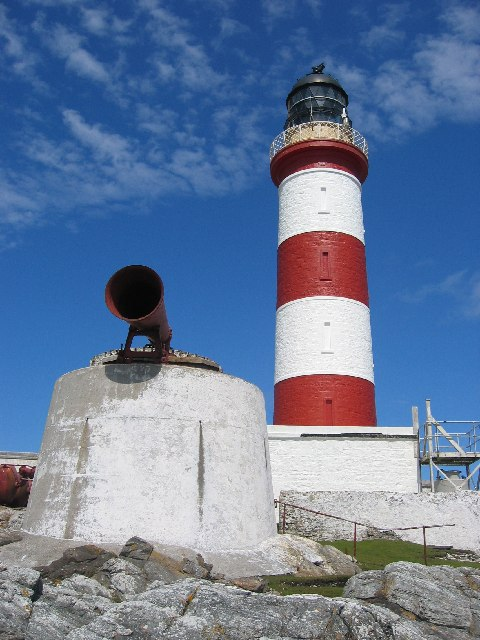
Phare d'Eilean Glas avec sa corne de brume

Ce phare a été construit par l'ingénieur Thomas Smith et mis en service en 1789. La première tour a été remplacée en 1824 par le beau-fils de Thomas Smith, l'ingénieur civil Robert Stevenson. En 1852, la lumière a été changée par un système à lentille tournante. Le phare a été un des premiers candidats à l'automatisation et cela a été réalisé en 1978. Plusieurs des bâtiments d'origine ont été vendus en 1984. Le signal de brouillard a été interrompu en 1975, mais l'installation est restée en place comme décoration. La lentille de Fresnel de second ordre de 1907 est maintenant exposé au Science Museum de Londres à South Kensington.
La tour de 30 mètres de haut est peinte en blanc avec deux bandes horizontales distinctives rouges, avec petite galerie et lanterne noire, attenante à une maison de gardien d'un seul étage. La lumière est maintenant donnée par une optique catoptrique rotative. Elle est érigée sur une petite île, accessible à marée basse, à l'extrémité orientale de Scalpay, une île dans la bouche de East Loch Tarbert (en). Le site est accessible par un chemin de randonnée d'environ 3 km aller-retour de la fin de la route au sud-est de village de Scalpay.

### Lien connexe
- Liste des phares en Écosse